# Scleria ovinux
Scleria ovinux är en halvgräsart som beskrevs av Jean Raynal och Francis Raymond Fosberg. Scleria ovinux ingår i släktet Scleria och familjen halvgräs.
Artens utbredningsområde är Nya Kaledonien. Inga underarter finns listade i Catalogue of Life.